# Arnefrid (biskup Konstancji)
Arnefrid także łac. Arnefridus, Ermenfredus, Ernfredus – duchowny Kościoła rzymskokatolickiego, biskup Konstancji (pomiędzy 736(?) a 746(?)), opat klasztoru Reichenau od 736 roku (?) – pierwszy z trzech duchownych piastujących obie funkcje jednocześnie.

## Życiorys
Według przekazów z XI wieku Arnefrid miał być mnichem w klasztorze Reichenau zanim został jednocześnie jego opatem i biskupem Konstancji. Data objęcia obydwu urzędów nie jest potwierdzona – kronikarze przytaczają rok 736 ale też 731, kierując się datą śmierci biskupa Audoina, który najprawdopodobniej nie był biskupem Konstancji. Arnefrid wzmiankowany jest jako opat w dwóch aktach darowizn. Data końca pontyfikatu Arnefrida również nie jest jednoznaczna. Nie wiadomo również czy koniec pontyfikatu związany był ze śmiercią Arnefrida czy też z jego zwolnieniem z urzędu po przyłączeniu Alamanów do państwa frankijskiego.